# Canton de Montastruc-la-Conseillère
Le canton de Montastruc-la-Conseillère est une ancienne division administrative française, située dans le département de la Haute-Garonne et la région Midi-Pyrénées et faisait partie de la deuxième circonscription de la Haute-Garonne.

## Composition
Le canton de Montastruc-la-Conseillère regroupait les 13 communes et comptait 18 258 habitants (population municipale) au 1er janvier 2010.
| Nom                       | Code Insee | Intercommunalité        | Superficie (km2) | Population (dernière pop. légale) | Densité (hab./km2) |
| ------------------------- | ---------- | ----------------------- | ---------------- | --------------------------------- | ------------------ |
| Montjoire                 | 31383      | CC des Coteaux du Girou | 20,29            | 1 311 (2014)                      | 65                 |
| Garidech                  | 31212      | CC des Coteaux du Girou | 7,11             | 1 727 (2014)                      | 243                |
| Montastruc-la-Conseillère | 31358      | CC des Coteaux du Girou | 15,49            | 3 285 (2014)                      | 212                |
| Lapeyrouse-Fossat         | 31273      | CC des Coteaux du Girou | 9,49             | 2 758 (2014)                      | 291                |
| Buzet-sur-Tarn            | 31094      | CC Val'Aïgo             | 30,19            | 2 622 (2014)                      | 87                 |
| Paulhac                   | 31407      | CC des Coteaux du Girou | 14,03            | 1 213 (2014)                      | 86                 |
| Roquesérière              | 31459      | CC des Coteaux du Girou | 10,64            | 731 (2014)                        | 69                 |
| Bessières                 | 31066      | CC Val'Aïgo             | 16,68            | 3 777 (2014)                      | 226                |
| Bazus                     | 31049      | CC des Coteaux du Girou | 9,13             | 570 (2014)                        | 62                 |
| Azas                      | 31038      | CC Tarn-Agout           | 12,83            | 620 (2014)                        | 48                 |
| Montpitol                 | 31388      | CC des Coteaux du Girou | 5,96             | 402 (2014)                        | 67                 |
| Saint-Jean-Lherm          | 31489      | CC des Coteaux du Girou | 7,92             | 357 (2014)                        | 45                 |
| Gémil                     | 31216      | CC des Coteaux du Girou | 2,81             | 276 (2014)                        | 98                 |

## Démographie
| 1962  | 1968  | 1975  | 1982  | 1990   | 1999   | 2006   | 2011   | 2012   |
| ----- | ----- | ----- | ----- | ------ | ------ | ------ | ------ | ------ |
| 6 182 | 6 855 | 7 943 | 9 909 | 11 315 | 13 451 | 16 819 | 18 445 | 18 904 |

## Représentation

### Conseillers généraux de 1833 à 2015
| Période | Période          | Identité                 | Étiquette     | Qualité |
| ------- | ---------------- | ------------------------ | ------------- | --- |
| 1833    | 1848             | Joseph Laurens           |               | Avocat à la Cour royale Professeur et doyen de la Faculté de droit                                                                                   |
| 1848    | 1870             | Henri Massol             |               | Professeur de droit romain à la Faculté de droit Adjoint au Maire de Toulouse Propriétaire du château de Champagne                                   |
| 1870    | 1871             | Eugène Lauzeral          |               | Avocat à Toulouse, bâtonnier, suppléant du juge de paix                                                                                              |
| 1871    | 1914 (décès)     | Léon Amilhau             | Républicain   | Propriétaire à Paulhac, ancien magistrat |
| 1914    | 1928             | Charles Bellet           | Républicain   | Avocat à Paris Propriétaire du château de Lavalade Maire de Montastruc (1919-1935) Député (1919-1924)                                                |
| 1928    | 1940             | Jean-Baptiste Amat       | Rad.          | Médecin Maire de Bessières Sénateur (1933-1940) |
|         |                  |                          |               | |
| 1943    | 1945             | Guillaume Saint-Geniest  |               | Avocat près la Cour d'appel de Toulouse Maire de Montastruc-la-Conseillère Nommé conseiller départemental en 1943                                    |
|         |                  |                          |               | |
| 1945    | 1949             | Marius Gineste           |               | Entrepreneur Maire de Montastruc-la-Conseillère (1945-1965)                                                                                          |
| 1949    | 1973             | Maurice Bourgès-Maunoury | Parti radical | Président du Conseil (juin-septembre 1957) Ministre Député (1946-1958) Maire de Bessières de 1964 à 1971                                             |
| 1973    | 1974 (démission) | Henri Michel             | PS            | Technicien TPE Maire de Montastruc-la-Conseillère (1965-1974)                                                                                        |
| 1974    | 1979             | Daniel Garipuy           | PCF           | Etudiant en médecine, Toulouse |
| 1979    | 1998             | Jean-Paul Séguéla        | RPR           | Professeur agrégé de médecine Député (1986-1988) Maire de Bessières de 1977 à 2001                                                                   |
| 1998    | 2015             | André Laur               | PS            | Retraité du Centre d'Essais aéronautiques Maire de Montastruc-la-Conseillère de 1989 à 2001 Suppléant du député Gérard Bapt (1988-1993 et 1997-2002) |

### Conseillers d'arrondissement (de 1833 à 1940)
| Période                                  | Période      | Identité                        | Étiquette    | Qualité |
| ---------------------------------------- | ------------ | ------------------------------- | ------------ | --- |
| 1833                                     | 1839         | M. Roucoule                     |              | Conseiller à la Cour royale de Toulouse                                                                     |
| 1839                                     | 1848         | Jacques Antoine Lauzéral        |              | Juge de paix à Montastruc                                                                                   |
|                                          |              |                                 |              | |
| 1877                                     | 1883 (décès) | Raymond Saint-Amans (1821-1883) |              | Propriétaire, maire de Paulhac (1858-1883)                                                                  |
| 1883                                     | 1888 (décès) | M. Gasc                         | Bonapartiste | |
| 1888                                     | 1907         | M. Roque                        | Droite       | Propriétaire à Bessières                                                                                    |
| 1907                                     | 1913         | Célestin Jouet                  | Radical      | Secrétaire de mairie à Bessières                                                                            |
| 1913                                     | 1925         | Louis Cyprien Vidal             |              | Maire de Montpitol                                                                                          |
|                                          |              |                                 |              | |
| 1928                                     | 1940         | Émile Faugère                   | Radical      | |
| 1940                                     |              |                                 |              | Les conseils d'arrondissement ont été suspendus par la loi du 12 octobre 1940 et n'ont jamais été réactivés |
| Les données manquantes sont à compléter. |              |                                 |              | |